# Santo André de Vagos
A Freguesia de Santo André de Vagos é uma freguesia portuguesa do Município de Vagos, com 12,44 km² de área e 2046 habitantes (censo de 2021). A sua densidade populacional é 164,5 hab./km².
Com sede na localidade de Santo André, esta freguesia foi criada pela lei 79/85, de 4 de outubro, com lugares desanexados da Freguesia de Vagos.

## Demografia
A população registada nos censos foi:
| Distribuição da População por Grupos Etários | Distribuição da População por Grupos Etários | Distribuição da População por Grupos Etários | Distribuição da População por Grupos Etários | Distribuição da População por Grupos Etários |
| -------------------------------------------- | -------------------------------------------- | -------------------------------------------- | -------------------------------------------- | -------------------------------------------- |
| Ano                                          | 0-14 Anos                                    | 15-24 Anos                                   | 25-64 Anos                                   | > 65 Anos                                    |
| 2001                                         | 383                                          | 314                                          | 1063                                         | 291                                          |
| 2011                                         | 303                                          | 230                                          | 1089                                         | 411                                          |
| 2021                                         | 292                                          | 188                                          | 1081                                         | 485                                          |

## Património
- Igreja de Santo André (nova matriz)
- Igreja de Santo André (antiga matriz)
- Capela de São Romão
- Casa dos Margaças
- Moinhos de vento
- Trecho do vale do rio Boco
- Residência brasonada